# Kowloon Peak

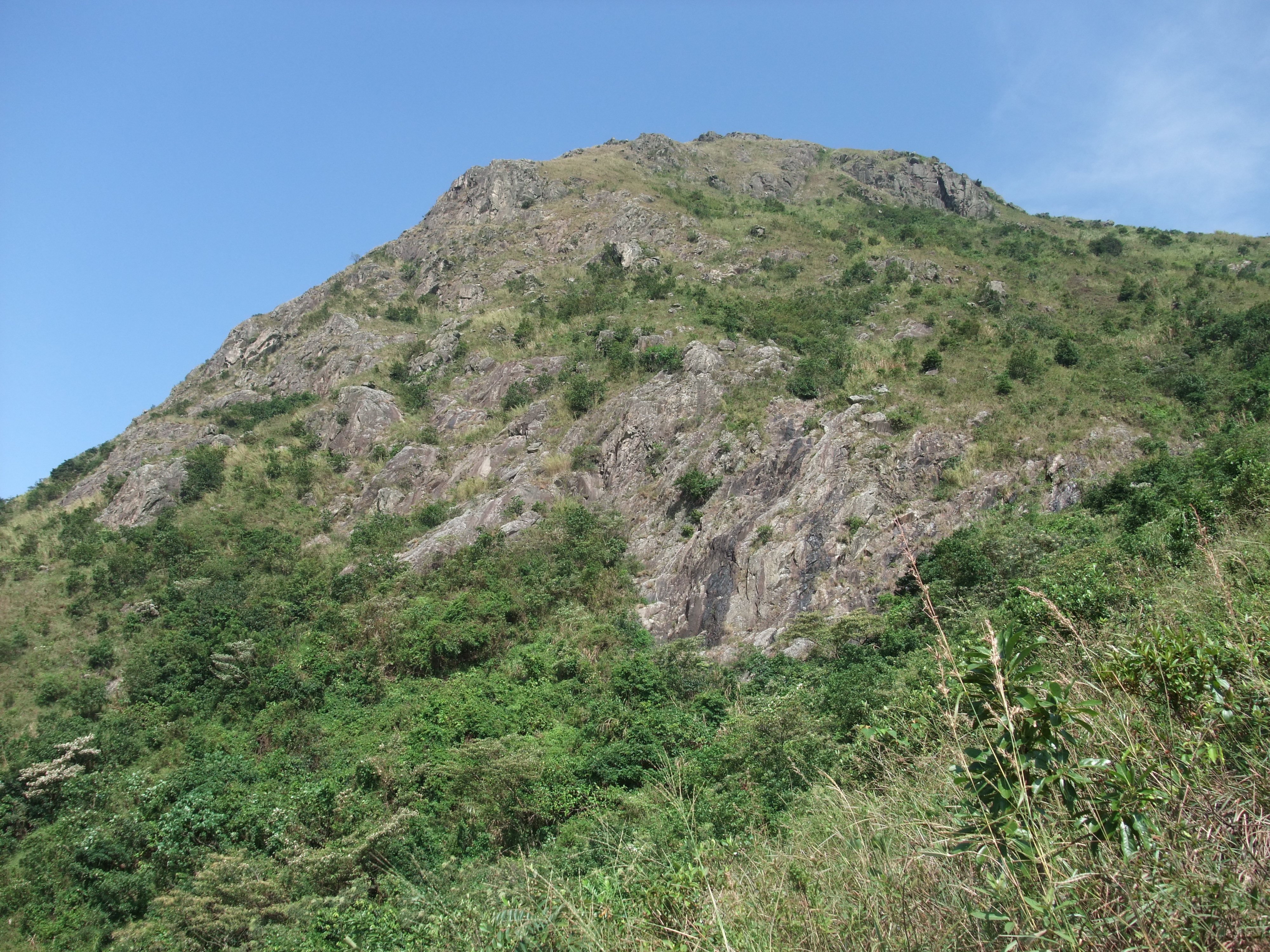
Gipfel des Kowloon Peaks, 2008

Kowloon Peak oder Fei Ngo Shan (chinesisch 飛鵝山 / 飞鹅山, Pinyin Fēi'é Shān, Jyutping Fei1ngo4 Saan1, Yale Fēi Ngòh Sāan, kantonesisch Fei Ngo Shan – „Fliegende-Gans-Berg“) ist ein Berg im Ma On Shan Country Park im Nordosten von New Kowloon in Hongkong. Er ist die höchste Erhebung auf der Halbinsel Kowloon und wird sowohl vom Wilson Trail, als auch vom MacLehose Trail überquert. Der Berg liegt verwaltungstechnisch zwischen den Regionen der New Territories Sha Tin, Sai Kung und den Kowlooner Region Wong Tai Sin und Kwun Tong selbst.

## Bezeichnungen
Die amtliche englische Bezeichnung des Bergs lautet Kowloon Peak (九龍峰 – „Kowloon-Gipfel, wörtlich: Neun-Drachen-Gipfel“). Im Chinesischen hingegen lautet die offizielle Bezeichnung Fei Ngo Shan (飛鵝山), welche im chinesischen Alltag am gängigsten ist. In älteren Dokumenten wie Landkarten oder Zeitungen wird der Name Kowloon Peak auch unter Ad-hoc-Umschrift als Kau Lung Peak (九龍峰) wiedergegeben. Heute weniger bekannte Namen des Bergs sind alte Bezeichnungen wie „Kowloon-Gebirge“ (九龍嶺), „Glockenberg“ (金鐘山), „Geldberg“ (金錢山) oder Chapmangliyang (赤望嶺).

## Geographie
Der Berg gehört zu der Bergkette, die sich von Westen nach Nordosten über die Halbinsel der New Territories zieht. Von Tate’s Cairn (Tai Lo Shan, 583 m) und Lion Rock (495 m) aus zieht ein Ableger dieser Kette nach Süden mit den Gipfeln Middle Hill (Tong Shan, 585 m) und Kowloon Peak, welcher bis auf 602 m (1.975 ft) ansteigt.
Auf den unteren Hängen befindet sich die Gilwell Campsite der Scout Association of Hong Kong. Südlich des Berges erstrecken sich die Siedlungsgebiete von Hammer Hill (斧山, 140 m), Jordan Valley (佐敦谷), Cha Liu Au (茶寮坳), Lung Wo Tsuen (龍窩村) und Tseng Lan Shue Tsuen (井欄樹村). Am Osthang liegt der Pak Fa Lam-Friedhof (百花林). Die Südspitze des Berges bildet mit dem Suicide Cliff (自殺崖) einen schroffen Abhang mit Ausblick über ganz Kowloon und Hong Kong Island. Die Suicide Cliff ist ein beliebtes Wanderziel.

## Wandern
Es gibt mehrere Wanderwege von Jat’s Incline (扎山道停車場觀景台, ⊙) und Fei Ngo Shan Road aus, die zum Gipfel führen. Der Aufstieg zum Suicide Cliff von der Clear Water Bay Road aus ist einer der gefährlichsten Klettersteige in Hongkong. Der einfachste Aufstieg beginnt an der Fei Ngo Shan Road.

### Suicide Cliff
Die Klippe Suicide Cliff (自殺崖) j hat seinen Namen nicht von Selbstmorden, die dort verübt worden wären, sondern aufgrund des gefährlichen Anstiegs, der einem Selbstmord gleichkommt. Nur erfahrene Kletterer sollten diese Tour machen. Es ist schon öfters zu Unfällen und sogar zu Todesfällen auf diesem Klettersteig gekommen. Einige der Bergnot-Vorfälle führten zu ausgedehnten Rettungseinsätzen mit bis zu 160 Feuerwehrmännern. Der Kowloon Peak gehört, laut der Hongkonger „Behörde für Landwirtschaft, Fischerei und Umweltschutz“ (漁農自然護理署, 漁農署, englisch Agriculture, Fisheries and Conservation Department，AFCD), zu den 17 Brennpunkten (Hotspots) mit besonders hohen Unfallzahlen in den Naherholungsgebieten für Touristen und Einheimischen in Hongkong (Stand: 2021).

Kowloon Peak – Fei Ngo Shan – Verschiedene Aussichten
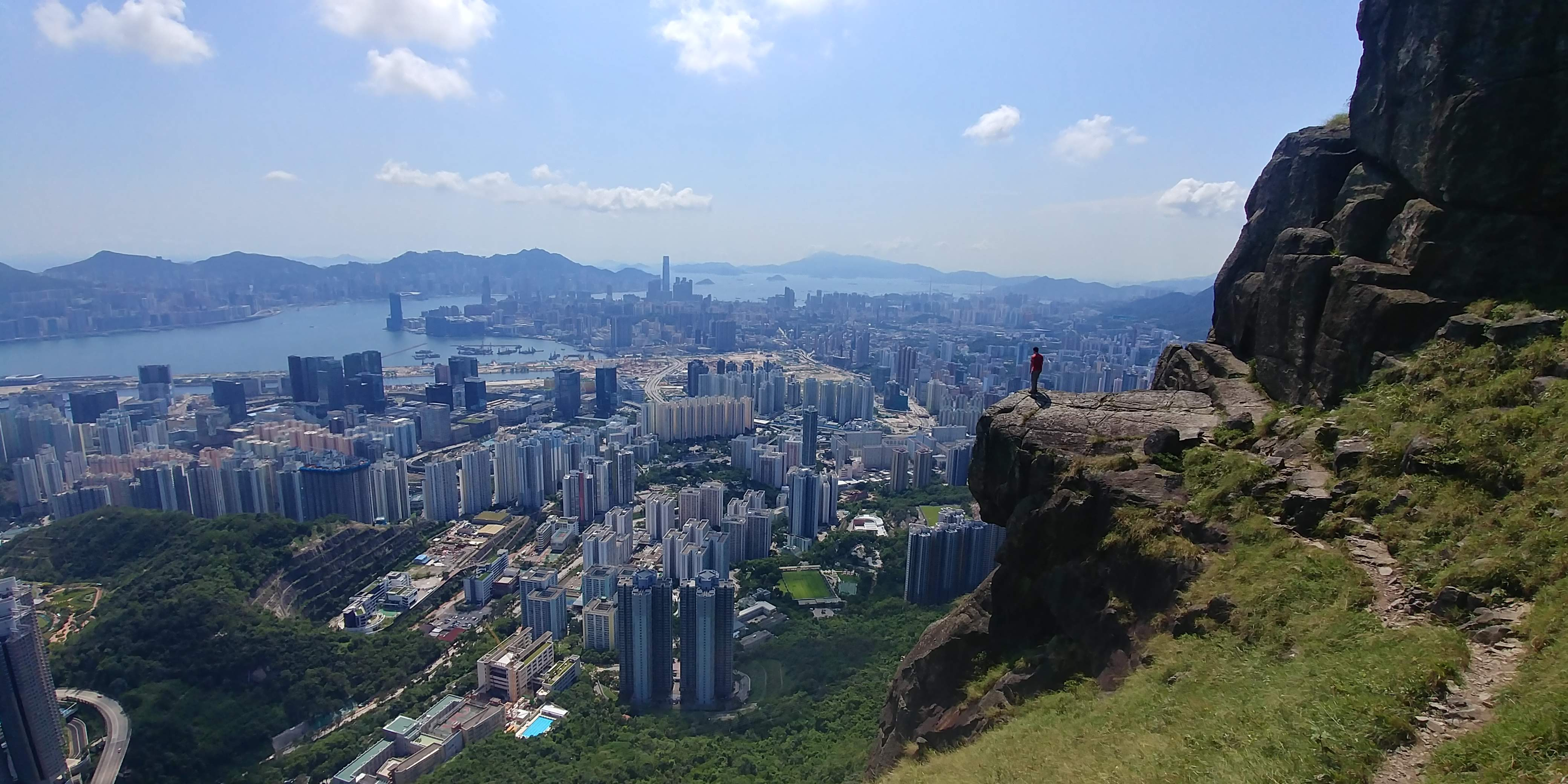
Suicide cliff – Blick auf Kowloon und Hong Kong Island, 2019
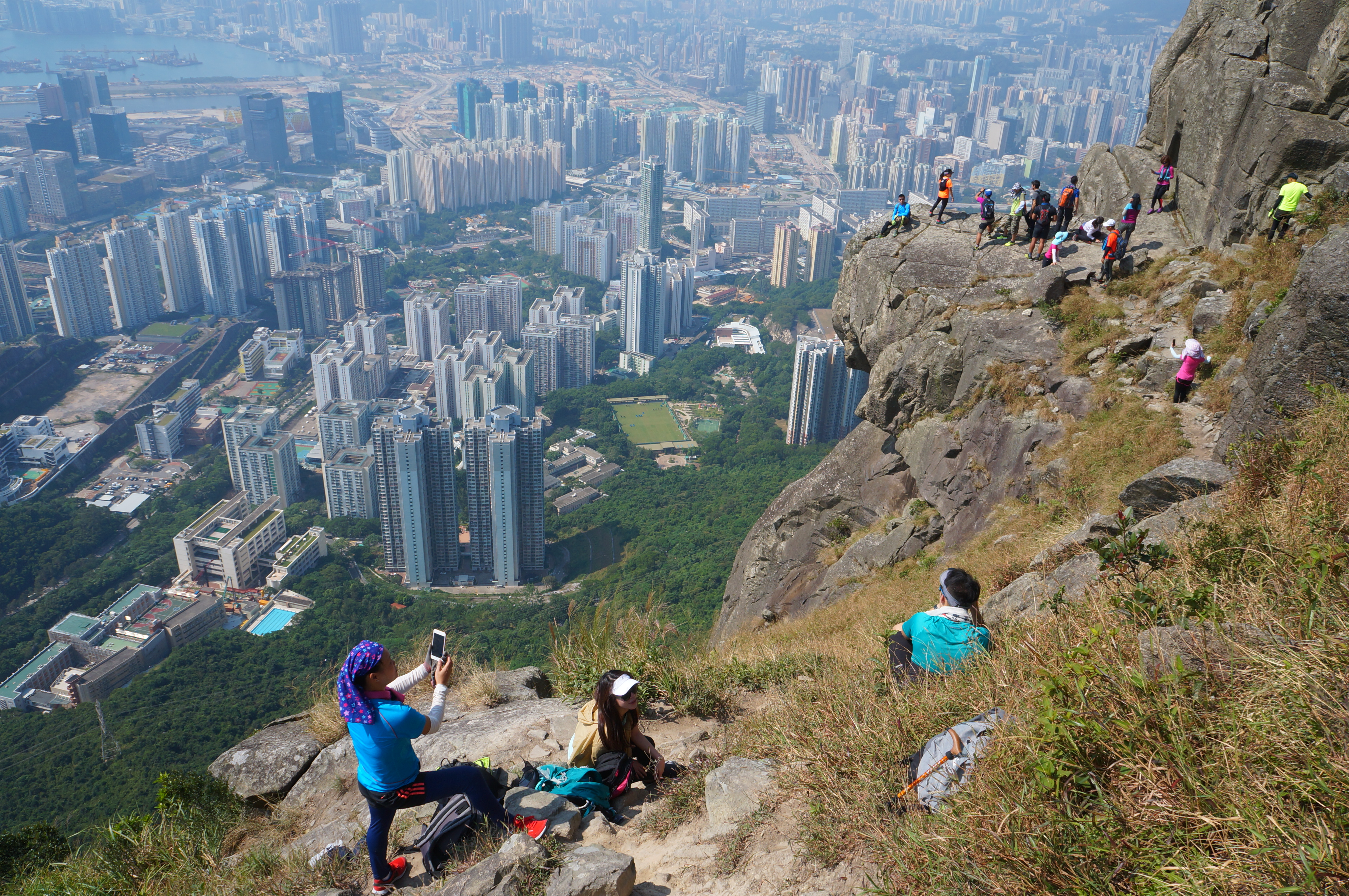
Suicide Cliff – am Kowloon Peak, 2017
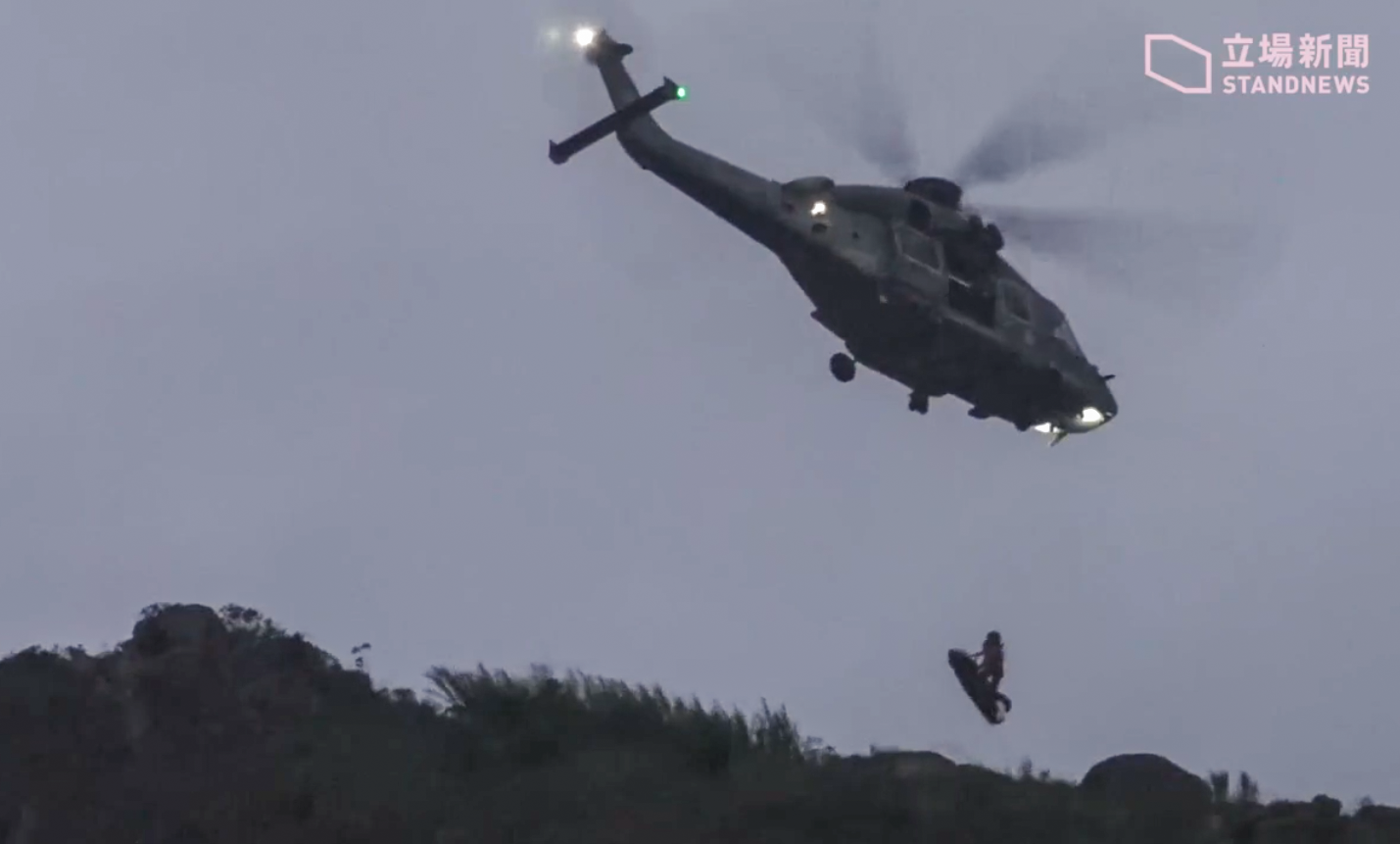
Luftrettungseinsatz des Government Flying Service am Kowloon Peak, 2021
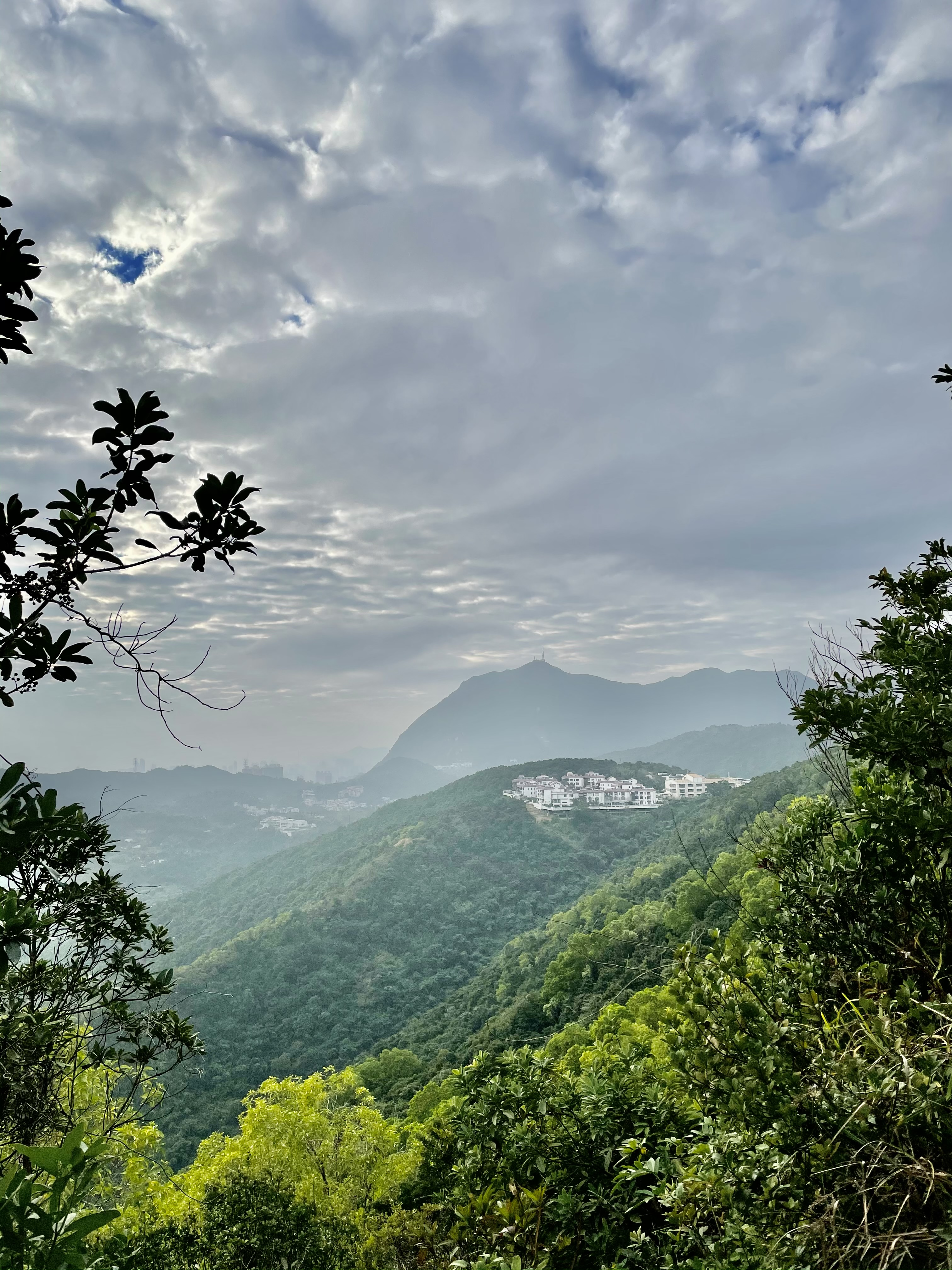
Kowloon Peak, 2020
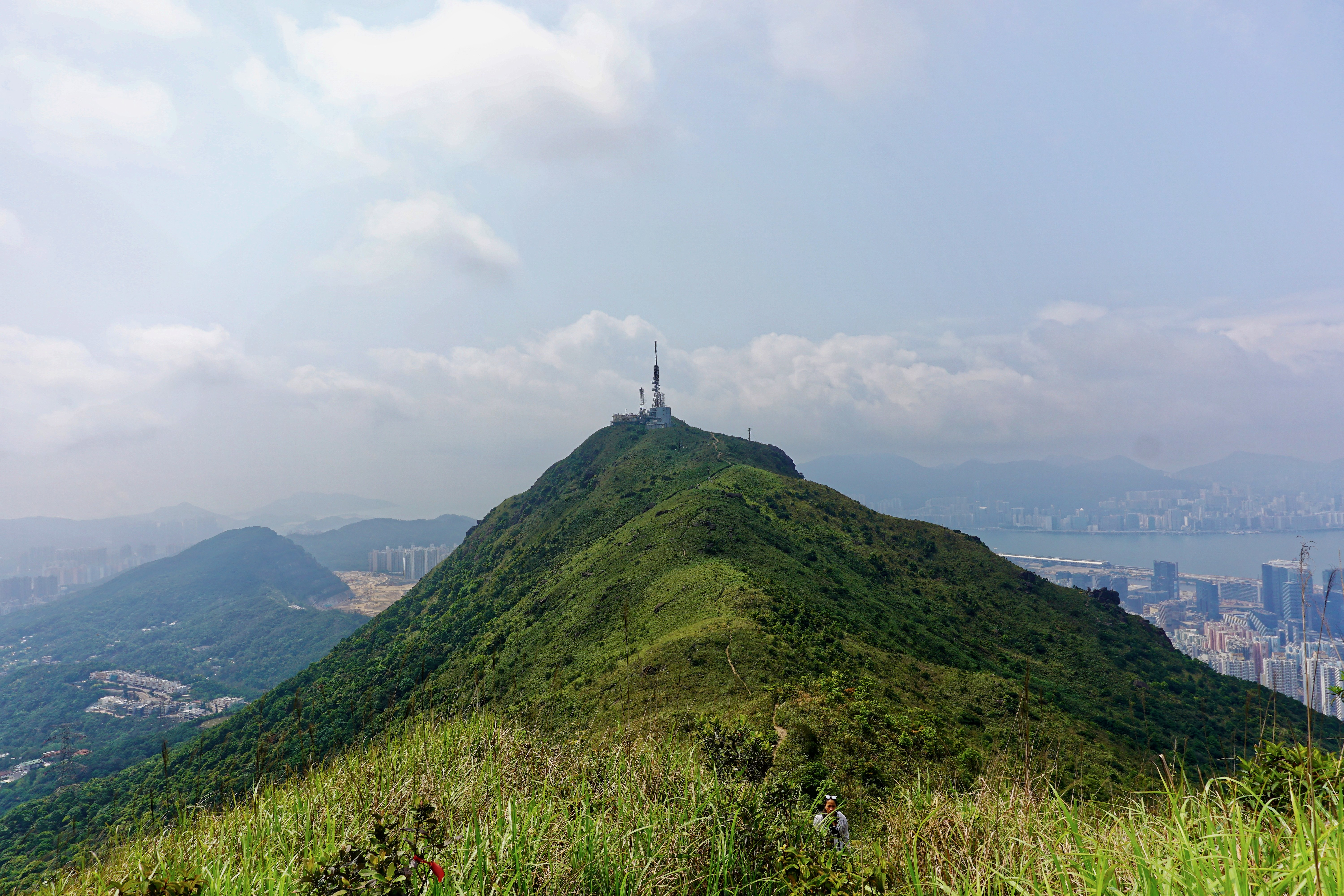
Gipfelspitze des Kowloon Peaks, 2020
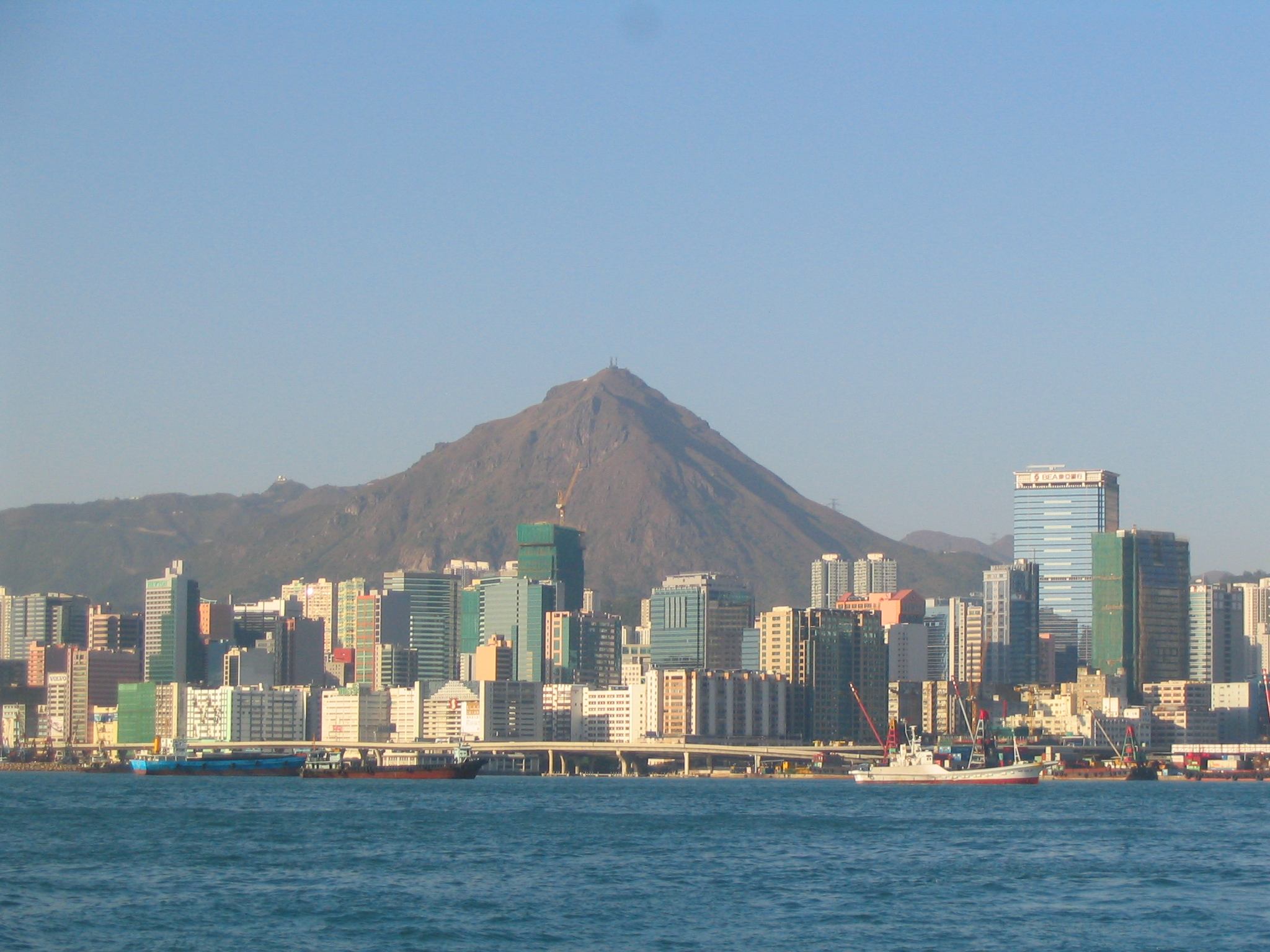
Kowloon Peak und Kwun Tong – Ansicht von der Insel, 2006

## Zwischenfälle und tödliche Unfälle (Auswahl)
- 23. November 2014 – Ein 60-jähriger Mann verließ aufgrund Bauchschmerzen beim Wandern die Wanderntruppe, um sich im Gebüsch zu erleichtern, und rutschte dabei vom Abhang ab und verstarb.[33]
- 8. März 2015 – Eine 22-jährige Frau verletzte sich beim Wandern mit vier Freunden am Kowloon Peak nah einem Abhang am Suicide Cliff und rutsche sechs Meter in die Tiefe. Nach zwölf Stunden ausharren konnte die Verletzte schließlich gerettet und ausgeflogen werden.[34]
- 26. August 2017 – Ein chinesisches Touristenpaar – 31-jährige Frau und 47-jähriger Mann vom Festlandchina – überschätzte ihre eigene Fähigkeit und hielt trotz Taifun-Warnung vom lokalen Wetteramt (HKO) an dessen Ausflugsziel am Kowloon Peak fest. Das Paar verirrte sich schließlich und konnte nur unter dem Einsatz von 160 lokalen Feuermänner nach einer 24-stündigen intensiven Suche unter stürmischer Taifunwetterlage wohlbehalten wiedergefunden und gerettet werden.[29][35][36][37]
- 29. November 2017 – Eine 48-jährige erfahrene Wanderin rutschte nach einem anstrengenden Aufstieg zum Suicide Cliff aus und fiel zehn Meter in die Tiefe. Stunden später erlag die Frau ihren schweren Verletzungen vom Fall im Krankenhaus.[38][39]
- 23. Oktober 2018 – Sechs Schülerinnen – zwischen 16 und 17 Jahre alt – einer internationalen Schule mit wenig Erfahrung beim Wandern am Kowloon Peak mussten „zweimal“ gerettet werden. Eine Verletzte wurde ins Krankenhaus geflogen und die restlichen verirrten sich beim alleinigen Abstieg und konnten einen Tag später wohlbehalten wiedergefunden werden.[28][40][41][42]
- 29. Oktober 2018 – Eine 25-jährige Frau verirrte sich beim Alleinwandern am abendlichen Kowloon Peak und rief per Handy gegen 18:00 Uhr die 112-Notfallnummer der Hongkonger Behörde an. Die Polizei hält ein „Scherzanruf“ für unwahrscheinlich, aufgrund der Umstände und abrupt beendeter Anruf wegen Akkuschwäche. Die Frau konnte nach sofort eingeleiteter Suche nach mehreren Tagen bis heute (April 2021) nicht wiedergefunden werden.[43][44][45][46]
- 1. November 2018 – Ein 52-jähriger Wanderer wurde als vermisst gemeldet und verunglückte sich an der Felswand am Kowloon Peak. Schließlich konnte er von einem geländekundigen erfahrenen lokalen Bergwanderer mit Hilfe einer Kamera-Flugdrohne unversehrt wiedergefunden und den Feuerwehrmänner übergeben werden.[47][48]
- 11. Juni 2019 – Ein vom Starkregen überraschten lokaler Wanderer meldete hilfesuchend gegen 7:11 Uhr frühmorgens nach einer regnerisch stürmischen Nacht per „Notrufanlage“ entlang des Wanderwegs am Kowloon Peak beim zuständigen Rettungswache. Etwa zur selben Zeit gab die lokale Wetterbehörde (HKO) die erste Starkregenwarnung des dreistufigen Starkregen-Warnsystems heraus. Nach Eintreffen der Rettungsmannschaft – lokale Feuerwehr und Polizei – am Notfallmeldestandort des Mannes gegen 9:00 Uhr morgens ist vom Anrufer des Notrufs nirgends auffindbar und die Suche musste beendet werden.[49][50]
- 27. April 2020 – Eine 56-jährige Frau einer Wandergruppe bestehend aus 10 Personen fiel vom Klippenwand des Suicide Cliffs am Kowloon Peak 20 Meter in die Tiefe und konnte nur noch Tod geborgen werden.[51][52]
- 10. März 2021 – Ein 58-jähriger Mann in Ruhestand wurde beim Wandern ohne Begleitung vermisst, nach etwa 17 Stunden wurde er bewusstlos wiedergefunden. Später im Krankenhaus konnte nur seinen Tod festgestellt werden.[53][54]
- 12. März 2021 – Ein 31-jähriger Lehrer wurde beim Alleinwandern vermisst, nach etwa einem Tag wurde er bewusstlos am Abhang 400 Meter unter dem Kowloon Peak wiedergefunden. Im Krankenhaus konnte nur dessen Tod festgestellt werden.[55][56]
- 18. April 2021 – Eine 24-jährige Köchin wurde beim Wandern ohne Begleitung vermisst. Nach einer 30-stündigen Suche mit etwa 120 Rettungskräfte von der Feuerwehr und Polizei, neben Helfer aus der Bevölkerung, wurde sie drei Tage später bewusstlos aufgefunden und verstarb später im Krankenhaus.[57][58][59][60]